# Lederia martensi
Lederia martensi es una especie de coleóptero de la familia Tetratomidae.

## Distribución geográfica
Habita en Nepal.